# 컴퓨터활용능력
컴퓨터활용능력(컴퓨터活用能力, Computer Specialist in Spreadsheet and Database)은 대한민국의 정보기술 분야 자격이다. 
사무자동화의 필수 프로그램인 컴퓨터, 스프레드시트, 데이터베이스 활용 능력을 평가하는 국가기술자격 시험으로 대한상공회의소에서 시행한다. 
응시자격의 제한이 없으며, 필기시험과 실기시험으로 시험이 치러진다. 
2012년부터는 1급과 2급으로 시행되며, 3급은 국가기술자격에서 완전 폐지되었다.

## 응시 자격
- 필기시험은 응시 제한이 없으며, 실기시험은 해당 종목의 필기시험을 합격한 후에 실기시험 시행일까지 2년이 경과하지 않은 자가 응시할 수 있다.

## 필기 시험과목
- 1급 : 컴퓨터 일반, 스프레드시트 일반, 데이터베이스 일반
- 2급 : 컴퓨터 일반, 스프레드시트 일반
- 시험시간은 1급 60분, 2급 40분으로 시험을 진행한다.

합격기준은 매 과목 100점 만점에 과목당 40점 이상, 평균 60점 이상이다.
- 컴퓨터활용능력 출제기준
- 1급
  - 컴퓨터 일반 : 컴퓨터 시스템 활용(운영체제,컴퓨터시스템설정변경,컴퓨터시스템관리) 인터넷 자료 활용, 멀티미디어,모바일기기 용어,컴퓨터시스템보호(2021년부터 컴퓨터 일반 과목이 윈도우 10 홈 기준으로 출제된다.) 2015년부터 출제기준 모바일 기기용어 추가
  - 스프레드시트 일반 : 입력 및 편집, 수식활용, 차트작성, 출력, 데이터 관리, 데이터 분석, 매크로 작성과 VBA프로그래밍
  - 데이터베이스 일반 : 데이터베이스 개요, 테이블 작성, 데이터베이스 질의, 폼 작성, 보고서 작성, 데이터베이스 프로그래밍
- 2급
  - 컴퓨터 일반 : 컴퓨터 시스템 개요, 컴퓨터 하드웨어, PC운영체제, 컴퓨터 소프트웨어, 정보통신과 인터넷, 정보화 사회와 컴퓨터 보안, 멀티미디어 (2021년부터 컴퓨터 일반 과목이 윈도우 10 홈 기준으로 출제된다.)
  - 스프레드시트 일반 : 입력 및 편집, 수식활용, 차트작성, 출력, 데이터 관리, 데이터 분석, 매크로 작성

## 실기 시험과목
- 1급은 스프레드시트·데이터베이스 실무이며, 2급은 스프레드시트 실무이다.
- 시험방법은 문제지에 나온 지시사항대로 엑셀(1·2급 모두), 액세스(1급만) 파일을 작성하는 것이다.
- 시험시간은 1급 90분(과목당 45분), 2급 40분이며, 실기시험 프로그램은 마이크로소프트 엑셀(1·2급 모두), 마이크로소프트 액세스(1급만)이다.
- 시험에 사용하는 프로그램 버전은 2020년까지는 마이크로소프트 오피스 2010였으며, 2021년부터 마이크로소프트 오피스 2016으로 버전이 변경되었다.
- 합격기준은 2급의 경우 100점 만점에 70점 이상이고, 1급의 경우는 엑셀·액세스 두 과목 모두 70점 이상을 득점해야 합격한다.
- 스프레드시트
  - 기본작업 : 고급 필터, 수식을 포함하는 조건부 서식, 페이지 레이아웃 및 통합 문서 보기
  - 계산작업 : 찾기 함수, 텍스트 함수, 수학·삼각 함수, 통계 함수, 데이터베이스 함수, 날짜·시간 함수
  - 분석작업 : 피벗 테이블(외부 데이터 가져오기 포함), 정렬, 부분합, 데이터 표, 시나리오, 데이터 통합, 목표값 찾기, 데이터 유효성 검사
  - 기타작업 : 매크로(사용자 지정 표시 형식, 쉬운 조건부 서식), 차트, 프로시저
- 데이터베이스
  - DB 구축 : 테이블 완성, 데이터 생성, 관계, 필드의 조회 속성
  - 입력 및 수정 기능 구현 : 폼 완성, 조회, 콤보상자 설정, 하위폼 추가하기
  - 조회 및 출력 기능 구현 : 보고서 완성, 조회
  - 처리 기능 구현 : 쿼리 4문제(4+7+7+7)

## 자격특전
- 공무원 채용 가산점
  - 소방공무원(사무관리직) : 컴퓨터활용능력1급(3%), 컴퓨터활용능력2급(1%)
  - 경찰공무원 : 컴퓨터활용능력1, 2급(2점 가점)
- 학점은행제 학점인정 : 1급 14학점, 2급 6학점
- 300여개 공공기관 및 공기업 등 채용, 승진 우대

## 접수
상시 검정에 대한상공회의소 자격평가사업단 홈페이지 인터넷 접수가 가능하다.

## 특이 사항
- 《국가기술자격》중에서 컴퓨터활용능력1급은 난이도가 가장 어려운 자격증 중 하나다. 보통, 1급 합격률은 실기시험 기준 한 자릿수에서 10% 초반대 정도이다. 2024년 실기 합격률은 한 자릿수로 약6%(6.9%)
- 컴퓨터활용능력 3급은 2012년 1월 1일부터 폐지되었다. 컴퓨터활용능력 1급 난이도가 사무자동화산업기사보다 어렵다고 평가된다.

## 같이 보기
- 워드프로세서 (자격)